# 1837
Il 1837 (MDCCCXXXVII in numeri romani) è un anno  del XIX secolo.

## Eventi
- Nel Regno delle Due Sicilie, in particolare nel siracusano, scoppiano rivolte popolari detti moti del colera, poiché alimentati dal malcontento creatosi a seguito dell'omonima epidemia. Tra le maggiori conseguenze, lo sventramento di interi quartieri popolari per migliorarne l'aerazione.
- A Mosega gli Zulu insorgono contro la rapina delle loro terre. Vengono massacrati 400 africani da parte di missionari cattolici e wesleyani.
- Vengono fondate la colonia dell'Australia Meridionale e la città di Melbourne.
- A Parigi Thierry Hermès apre l'omonima bottega di pelletteria dando vita a quella che in seguito diverrà un'importante casa di moda internazionale.
- 26 gennaio – Il Michigan viene annesso agli Stati Uniti d'America.
- 25 febbraio – Negli Stati Uniti viene registrato il primo brevetto per il motore elettrico.
- 4 marzo – Martin Van Buren diviene l'ottavo presidente degli Stati Uniti.
- 20 giugno – Regno Unito: Vittoria succede a suo zio Guglielmo IV come sovrano del Regno Unito, dopo la morte di quest'ultimo.
- 3 ottobre – Samuel Morse deposita il brevetto del telegrafo e conseguentemente del suo codice.

## Nati
Ci sono circa 430 voci su persone nate nel 1837; vedi la pagina Nati nel 1837 per un elenco descrittivo o la categoria Nati nel 1837 per un indice alfabetico.

## Morti
Ci sono circa 220 voci su persone morte nel 1837; vedi la pagina Morti nel 1837 per un elenco descrittivo o la categoria Morti nel 1837 per un indice alfabetico.

## Calendario
| Calendario 1837 | Calendario 1837 | Calendario 1837 | Calendario 1837 | Calendario 1837 | Calendario 1837 | Calendario 1837 | Calendario 1837 | Calendario 1837 | Calendario 1837 | Calendario 1837 | Calendario 1837 | Calendario 1837 | Calendario 1837 | Calendario 1837 | Calendario 1837 | Calendario 1837 | Calendario 1837 | Calendario 1837 | Calendario 1837 | Calendario 1837 | Calendario 1837 | Calendario 1837 | Calendario 1837 | Calendario 1837 | Calendario 1837 | Calendario 1837 | Calendario 1837 | Calendario 1837 | Calendario 1837 | Calendario 1837 | Calendario 1837 | Calendario 1837 |
| --------------- | --------------- | --------------- | --------------- | --------------- | --------------- | --------------- | --------------- | --------------- | --------------- | --------------- | --------------- | --------------- | --------------- | --------------- | --------------- | --------------- | --------------- | --------------- | --------------- | --------------- | --------------- | --------------- | --------------- | --------------- | --------------- | --------------- | --------------- | --------------- | --------------- | --------------- | --------------- | --------------- |
|                 | 1               | 2               | 3               | 4               | 5               | 6               | 7               | 8               | 9               | 10              | 11              | 12              | 13              | 14              | 15              | 16              | 17              | 18              | 19              | 20              | 21              | 22              | 23              | 24              | 25              | 26              | 27              | 28              | 29              | 30              | 31              |                 |
| Gennaio         | Do              | Lu              | Ma              | Me              | Gi              | Ve              | Sa              | Do              | Lu              | Ma              | Me              | Gi              | Ve              | Sa              | Do              | Lu              | Ma              | Me              | Gi              | Ve              | Sa              | Do              | Lu              | Ma              | Me              | Gi              | Ve              | Sa              | Do              | Lu              | Ma              |                 |
| Febbraio        | Me              | Gi              | Ve              | Sa              | Do              | Lu              | Ma              | Me              | Gi              | Ve              | Sa              | Do              | Lu              | Ma              | Me              | Gi              | Ve              | Sa              | Do              | Lu              | Ma              | Me              | Gi              | Ve              | Sa              | Do              | Lu              | Ma              |                 |                 |                 |                 |
| Marzo           | Me              | Gi              | Ve              | Sa              | Do              | Lu              | Ma              | Me              | Gi              | Ve              | Sa              | Do              | Lu              | Ma              | Me              | Gi              | Ve              | Sa              | Do              | Lu              | Ma              | Me              | Gi              | Ve              | Sa              | Do              | Lu              | Ma              | Me              | Gi              | Ve              |                 |
| Aprile          | Sa              | Do              | Lu              | Ma              | Me              | Gi              | Ve              | Sa              | Do              | Lu              | Ma              | Me              | Gi              | Ve              | Sa              | Do              | Lu              | Ma              | Me              | Gi              | Ve              | Sa              | Do              | Lu              | Ma              | Me              | Gi              | Ve              | Sa              | Do              |                 |                 |
| Maggio          | Lu              | Ma              | Me              | Gi              | Ve              | Sa              | Do              | Lu              | Ma              | Me              | Gi              | Ve              | Sa              | Do              | Lu              | Ma              | Me              | Gi              | Ve              | Sa              | Do              | Lu              | Ma              | Me              | Gi              | Ve              | Sa              | Do              | Lu              | Ma              | Me              |                 |
| Giugno          | Gi              | Ve              | Sa              | Do              | Lu              | Ma              | Me              | Gi              | Ve              | Sa              | Do              | Lu              | Ma              | Me              | Gi              | Ve              | Sa              | Do              | Lu              | Ma              | Me              | Gi              | Ve              | Sa              | Do              | Lu              | Ma              | Me              | Gi              | Ve              |                 |                 |
| Luglio          | Sa              | Do              | Lu              | Ma              | Me              | Gi              | Ve              | Sa              | Do              | Lu              | Ma              | Me              | Gi              | Ve              | Sa              | Do              | Lu              | Ma              | Me              | Gi              | Ve              | Sa              | Do              | Lu              | Ma              | Me              | Gi              | Ve              | Sa              | Do              | Lu              |                 |
| Agosto          | Ma              | Me              | Gi              | Ve              | Sa              | Do              | Lu              | Ma              | Me              | Gi              | Ve              | Sa              | Do              | Lu              | Ma              | Me              | Gi              | Ve              | Sa              | Do              | Lu              | Ma              | Me              | Gi              | Ve              | Sa              | Do              | Lu              | Ma              | Me              | Gi              |                 |
| Settembre       | Ve              | Sa              | Do              | Lu              | Ma              | Me              | Gi              | Ve              | Sa              | Do              | Lu              | Ma              | Me              | Gi              | Ve              | Sa              | Do              | Lu              | Ma              | Me              | Gi              | Ve              | Sa              | Do              | Lu              | Ma              | Me              | Gi              | Ve              | Sa              |                 |                 |
| Ottobre         | Do              | Lu              | Ma              | Me              | Gi              | Ve              | Sa              | Do              | Lu              | Ma              | Me              | Gi              | Ve              | Sa              | Do              | Lu              | Ma              | Me              | Gi              | Ve              | Sa              | Do              | Lu              | Ma              | Me              | Gi              | Ve              | Sa              | Do              | Lu              | Ma              |                 |
| Novembre        | Me              | Gi              | Ve              | Sa              | Do              | Lu              | Ma              | Me              | Gi              | Ve              | Sa              | Do              | Lu              | Ma              | Me              | Gi              | Ve              | Sa              | Do              | Lu              | Ma              | Me              | Gi              | Ve              | Sa              | Do              | Lu              | Ma              | Me              | Gi              |                 |                 |
| Dicembre        | Ve              | Sa              | Do              | Lu              | Ma              | Me              | Gi              | Ve              | Sa              | Do              | Lu              | Ma              | Me              | Gi              | Ve              | Sa              | Do              | Lu              | Ma              | Me              | Gi              | Ve              | Sa              | Do              | Lu              | Ma              | Me              | Gi              | Ve              | Sa              | Do              |                 |